# Milkovsky (huyện)
Huyện Milkovsky (tiếng Nga: ? райо́н) là một huyện hành chính tự quản (raion), của Vùng Kamchatka, Nga. Huyện có diện tích 21711 km², dân số thời điểm ngày 1 tháng 1 năm 2000 là 13100 người. Trung tâm của huyện đóng ở Mil'kovo.